# Габиев, Саид Ибрагимович
Саид Ибрагимович Габиев (лак. Саэд Габиев; 28 мая 1882—1963) — поэт, этнограф-фольклорист, революционный деятель. Один из зачинателей лакской литературы. Писал на лакском и русском языках. С 1918 года член Коммунистической партии.

## Биография

### Образование
Саид Габиев родился 28 мая 1882 года в городе Опочка (ныне Псковская область). По национальности лакец. Его отец Ибрагим Габиев являлся старшиной селения Кумух и в числе 30 тыс. осуждённых был сослан в Псковскую губернию за участие в восстании 1877 года. Ему разрешили взять с собой семью.

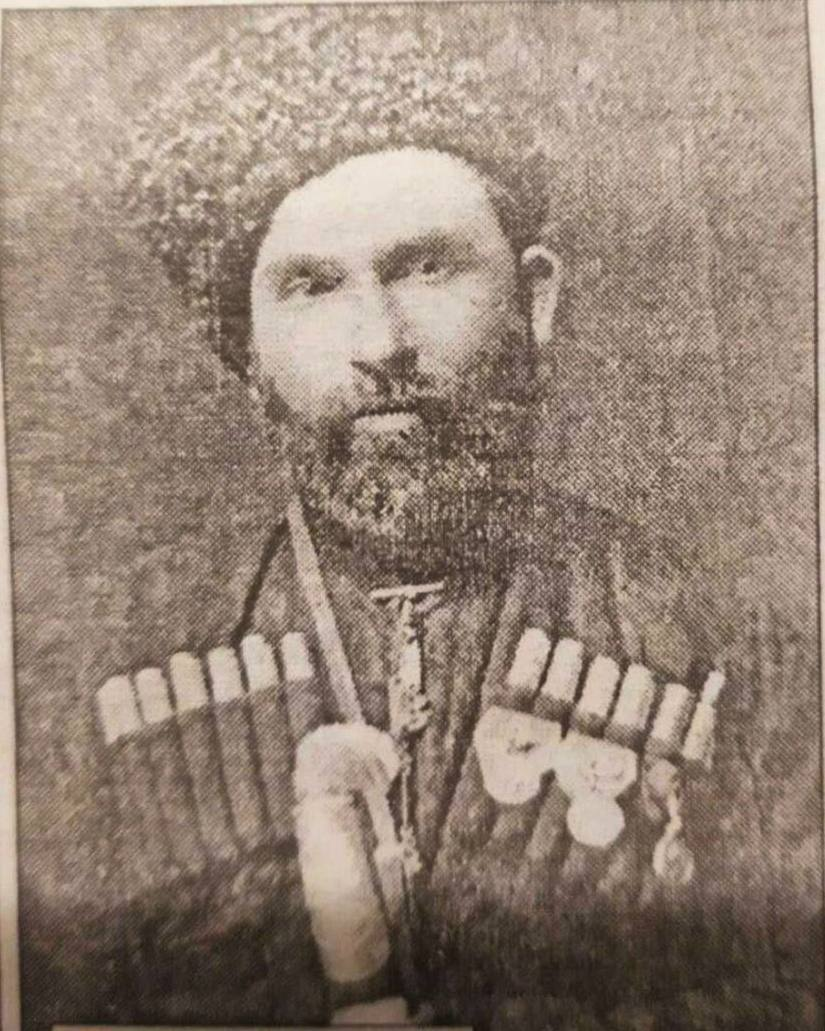
Ибрагим Габиев - отец Саида Габиева. Старшина селения Кумух в 1877 году сосланный за участие в восстании.

В 1903 году окончил гимназию в Ставрополе, а затем поступил в Петербургский университет на физико-математический факультет. 

### Политическая деятельность
Принимал активное участие в революции 1905 года. В 1912—1914 годах редактировал и издавал в Санкт-Петербурге газеты «Заря Дагестана» и Мусульманскую газету, печатался на страницах русского журнала «Мусульманин» (ред. Хаджет-Лаше Исламов, финансировавшегося Департаментом Полиции РИ), издававшегося в Париже. В мае 1917 году принимает участие в Первом Горском съезде во Владикавказе (1-7 мая 1917 года), где выступает с докладом о народном образовании. Избран кандидатом в члены ЦК Союза Горцев Северного Кавказа и Дагестана.
С конца мая того же года член «Дагестанской Социалистической группы» (лидер Дж. Коркмасов). С августа 1917 года в составе Вр. Дагестанского Обл. Исполкома (под пред. Д.Коркмасова). С мая 1918 года являлся зав. отделом внутренних дел ВРК, затем Дагестанского Облисполкома. В августе во время вторжения Л. Бичерахова, покинул Дагестан. Некоторое время находился во Владикавказе, где до его захвата белоказаками редактировал газету «Революционный горец». По оккупации Северного Кавказа Деникиным и захвата Владикавказа Габиев уходит в Закавказье. Где несколько позже (ноябрь 19 — март 20 гг.) приступает к агитации добровольцев на дагестанский фронт, организовавшийся под руководством Совета Обороны (повстанческая Армия Свободы Дагестана)во главе с Д.Коркмасовым и шейх Али-Гаджи Акушинским.
В ноябре 1918 года принимал участие в работе V-го съезда Трудовых народов Терской Области, где выступал с докладом осуждающего действия новоиспеченного в угоду германо-турецкого блока (получившего при подписании Брест-Литовского договора отказ в протекторате над Северным Кавказом) Горского правительства, провозгласившего « независимость», на самом деле, послужившей всего лишь средством для турецкой интервенции. С осени 1919 по март 1920 года находился в Закавказье.
В 1918—1919 гг. — работал председателем Народного Совета Терской Советской республики.
Был включен в состав Северо-Кавказского Ревкома. По преобразовании последнего в Совтруарм (апрель-июнь 1920), в состав последнего не вошел, исполнял разные функции, вплоть до конца августа 1920 года, находился в Пятигорске. В сентябре 1920 года участвовал в Первом съезде народов Востока в Баку. Вошел в состав, образованного съездом органа « Совет. Действия». Во время работы этого же съезда, решением КавБюро ЦК (6.09) был введен в состав Дагестанского правительства (член Даг. Ревком) с оговоркой об «исполнение обязанностей (пред. Ревкома) в случае отъезда Д. Коркмасова.»
С 1920 по 1922 гг. Саид Габиев, таким образом, на время отсутствия Д.Коркмасова занятого дипломатическим процессом-сов.-тур. Переговоры и подписание Договора о дружбе и братстве Турции с РСФСР) работал в должности и. о. председателя Дагревкома (декабрь 1920-март 1921), затем: с апреля 1921 по 1922 год — Наркомпрос. С 1923 по 1926 год Наркомфин Совнаркома ДССР. Член Дагестанского ЦИКа. С 1927 года работал на административных должностях (директор фабрики в Тифлисе) в Закавказье. Был подвергнут сталинским репрессиям, но пробыв продолжительное время в застенках НКВД, был освобожден.
Габиева не стало в 1963 году. Дагестанский Обком (возглавляемый Данияловым) воспротивился исполнению его последнего желания- захоронение праха на его родине в Дагестане. Однако, гроб покойного, доставленный из Тифлиса делегацией лакского народа был торжественно встречен лакским народом и торжественно захоронен на его малой родине.

### Написанные работы
Писать Габиев начал в начале XX века. В тот период он написал научную работу «Лаки, их прошлое и быт», а также ряд революционных стихов. В 1912—1913 годах на русском языке им были написаны аллегория «Безумец» и неоконченная повесть «В народ». В 1927 году вышел сборник стихов Габиева «Звуки лакской чунгуры» («Лакку чугурданул чӀу»). Он также перевёл на лакский язык ряд басен И. А. Крылова и стихотворения М. Ю. Лермонтова.

## Память
Именем Габиева названы: улицы в городах Махачкала, Буйнакск, Дербент, селе Шамхал-Термен; колхоз в селе Кумух.